# Monumento conmemorativo nacional (Estados Unidos)

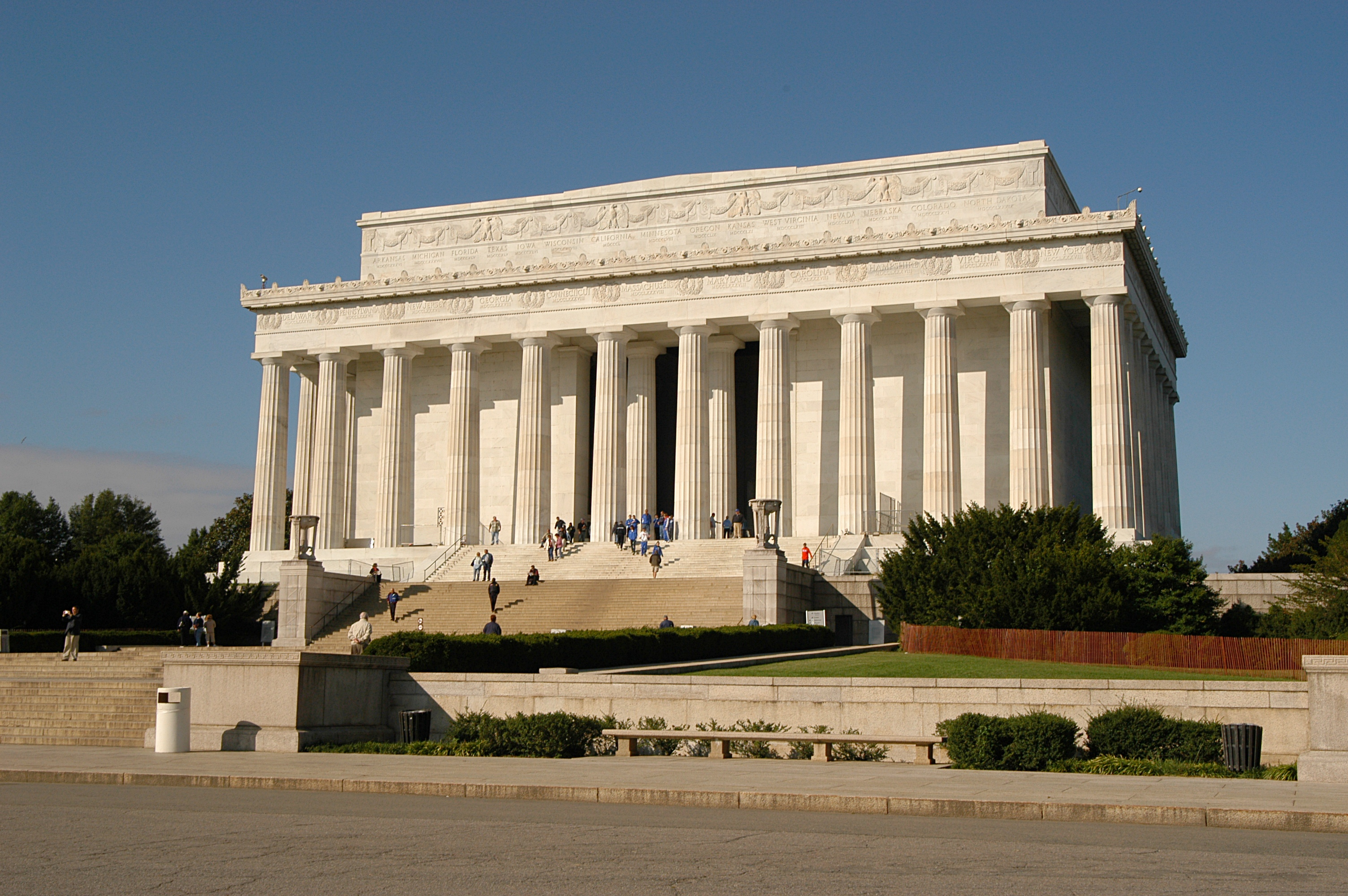
Lincoln Memorial, en Washington, D. C.

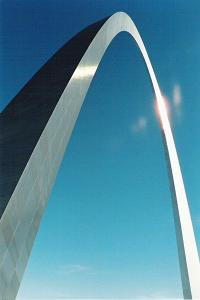
Memorial Expansión Nacional de Jefferson, en San Luis (Misuri).

Un monumento conmemorativo nacional de los Estados Unidos (en inglés, National Memorial) es una designación de un área protegida, que conmemora a una persona o a un evento histórico. Los monumentos conmemorativos nacionales son autorizados por el Congreso de los Estados Unidos. A menudo, el monumento conmemorativo no está localizado en un sitio relacionado directamente con el tema, y muchos (como el Memorial USS Arizona), no incluyen la palabra «nacional» en su título. El primer monumento conmemorativo, y quizás el más reconocible, fue el Monumento a Washington.
La mayoría de los monumentos conmemorativos nacionales son propiedad y están administrados por el Servicio de Parques Nacionales. Los propietarios de áreas afiliadas pueden solicitar la asistencia de ese organismo para el mantenimiento del monumento conmemorativo.
Como ocurre con todas las áreas históricas del Sistema de Parques Nacionales, los monumentos conmemorativos nacionales son incluidos automáticamente en el Registro Nacional de Lugares Históricos («National Register of Historic Places»), aunque algunos monumentos conmemorativos que están en áreas afiliadas no figuran en el Registro.
De vez en cuando, una organización privada quiere erigir uno y usar la palabra «nacional» en el nombre, sin la autorización del Congreso.[cita requerida] Si bien estos monumentos conmemorativos tienen la intención de tener un alcance nacional, no son «monumentos conmemorativos nacionales» (national memorials) en el sentido de que no tienen el reconocimiento del pueblo estadounidense, a través de su gobierno. Un ejemplo es el Monumento Conmemorativo Nacional Masónico George Washington.
Otros monumentos conmemorativos nacionales son el Monumento Conmemorativo Nacional de Oklahoma City, que recuerda los trágicos acontecimientos del 19 de abril de 1995, bombardeo del Edificio Federal Alfred P. Murrah y el Monumento Conmemorativo Nacional & Museo del Once de Septiembre, en Nueva York.